# Національний парк Якусіма
Національний парк Якусіма (яп. 屋久島国立公園, Yakushima Kokuritsu Kōen) — це охоронна територія, розташована в префектурі Каґосіма, Кюсю. Він включає частини островів Осумі з Якусімою, весь острів Кутіноерабу-дзіма та деякі прилеглі морські райони. Загальний розмір 325,53 км2 (35040×109 кв. футів).
Національний парк був створений 16 березня 1964 року та приписаний до Національного парку Кірісіма, який став Національним парком Кірісіма-Яку. 16 березня 2012 року Якусіма був виділений в окремий національний парк Якусіма. Національний парк Кірісіма-Яку було перейменовано на Національний парк Кірісіма-Кінкован із площею 365,86 км².

## Географія
Національний парк охоплює понад 20 989 гектарів (51 860 акрів) на Якусімі. Це 42 % площі суходолу острова та 3 943,4 гектара (9 744 акри) прилеглої морської території. Це в основному на західному узбережжі острова. Кутіноерабу займає 3 577 гектарів (8 840 акрів) і повністю належить національному парку плюс 4 043,5 гектара (9 992 акри) прибережних вод. Таким чином, національний парк займає 24 566 гектарів (60 700 акрів) і 7 986,9 гектара (19 736 акрів) моря.
Ядро національного парку утворюють гори Окудаке. Найвища точка — гора Міяноура заввишки 1 936 метрів (6 352 фут). Деякі з гір вважаються населенням священними місцями, на інші можна піднятися. Частини території доступні пішохідними стежками. На острові панує зона вологого субтропічного клімату з вологим і жарким літом і м'якою зимою. Залежно від місця опадів випадає від 4 000 та 8 000 міліметрів (160 та 310 дюйм) на рік.

### Якусіма
- Водоспад Окава
- Оку-даке
- Мей-даке
- Нагата-хама
- Джомон Сугі
- Кучіноерабу-дзіма
- Гора Міяноура[4][5]

## Природа і ландшафт

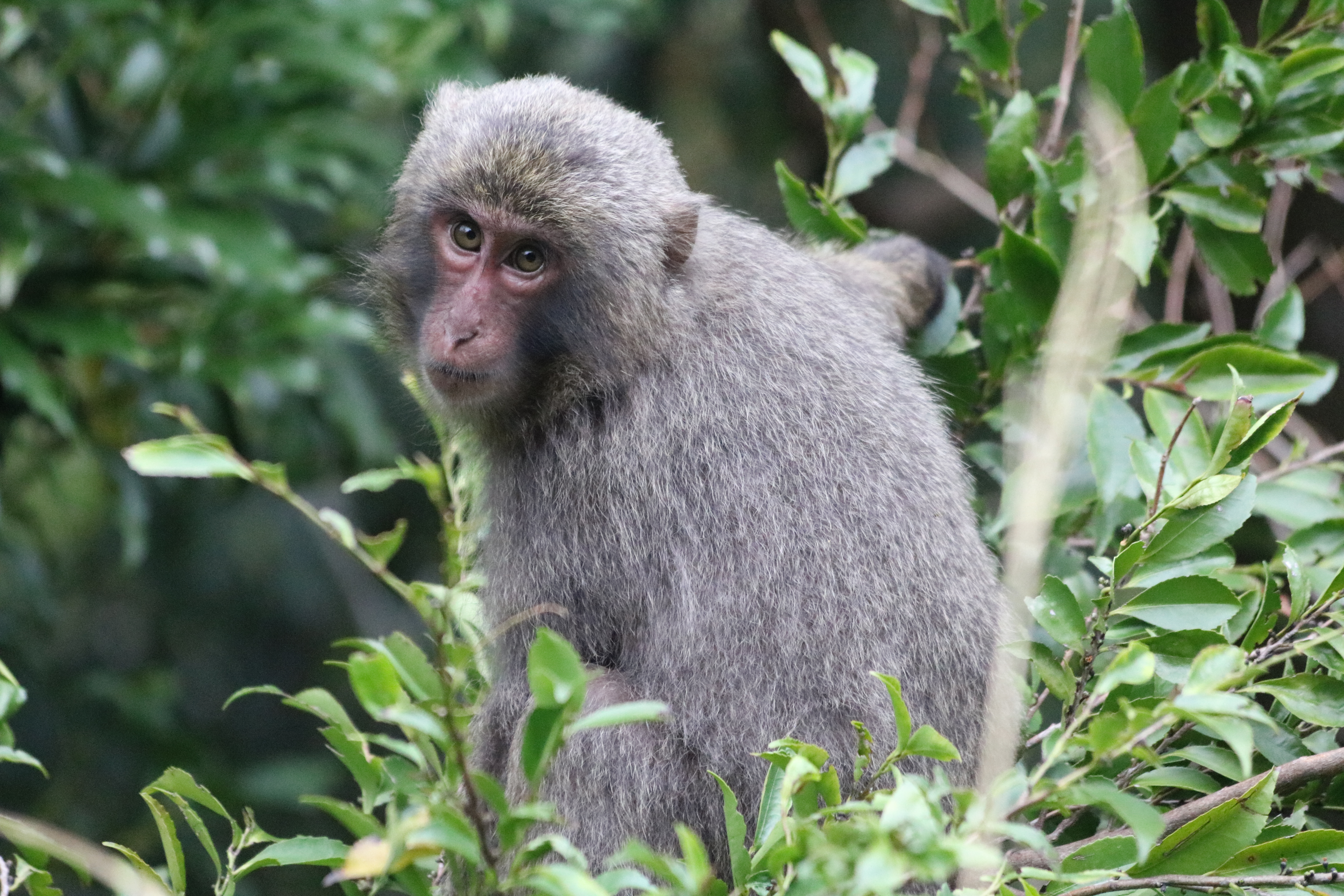
Японський макак (Macaca fuscata)

У національному парку значні запаси криптомерії і рододендрона. 1 219-гектарів (3 010-акрів) з найстарішими кедровими деревами Якусугі, вік яких оцінюється в понад 2000 років, не є частиною національного парку. 17 травня 1975 року район Ханаяма в гірському районі Якусіма був визначений як зона дикої природи Якусіма (屋久島原生自然環境保全地域) під особливу охорону.
Частини національного парку, а також природний заповідник Якусіма (107,47 км²), були оголошені ЮНЕСКО світовою спадщиною в 1993 році.
У національному парку є свій підвид японського макака (Macaca fuscata). Пляж Нагата-Хама відвідують морські черепахи бісса, щоб відкласти яйця.
У південно-західній частині острова розташований морський парк Куріо. Тут є коралові рифи й відповідно екзотична дика природа. Ландшафт острова Кутіноерабу характеризується різними вулканами й густими лісами. Там живе зникаючий вид летючої лисиці Рюкю.
Загалом на території національного парку виявлено 1900 видів рослин, 16 видів ссавців і 150 видів птахів.